# Palazzo Spinelli di Cariati
Il palazzo Spinelli di Cariati (più conosciuto come palazzo Cariati) è un palazzo monumentale di Napoli, ubicato tra piazzetta Cariati e il corso Vittorio Emanuele.
Il palazzo di origine cinquecentesca, rappresenta un esempio di architettura civile del rinascimento napoletano. Fu commissionato dalla famiglia Spinelli e nel corso dei secoli il palazzo subì notevoli rimaneggiamenti: al Settecento risalgono la terrazza con ampia balconata decorata da busti marmorei della famiglia Spinelli.
Al secondo piano ci sono affreschi, pavimenti maiolicati e arazzi.
Oggi il palazzo ospita l'istituto "Giovanni Pontano".